# اللطائف المصورة (مجلة)

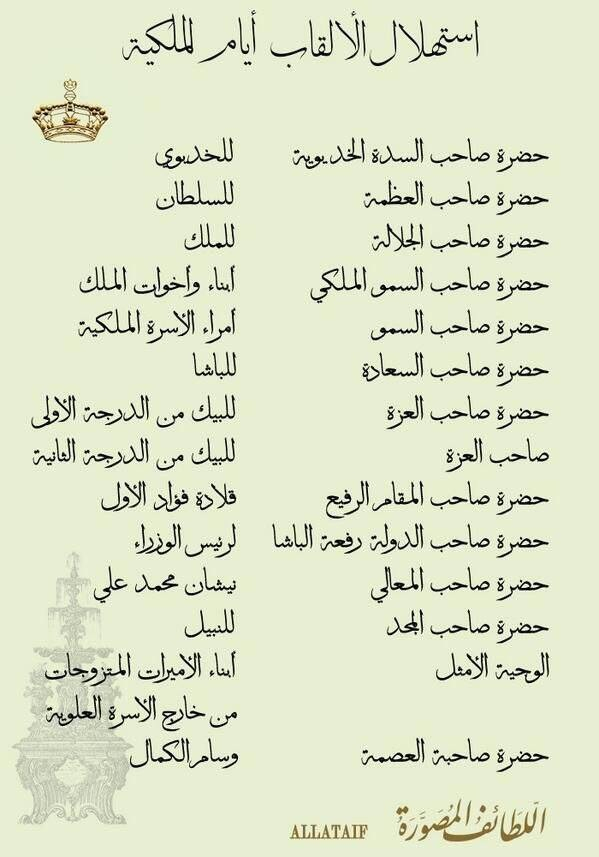

اللطائف المصورة كانت مجلة مصرية فكاهية تاريخية تنشر مشاهير رجال العالم آنذاك والأحداث الجارية، تأسست عام 1915 من طرف إسكندر مكاريوس وكانت تصدر يوم الاثنين من كل أسبوع، وتُعتبر من أوائل المجلات المصورة في مصر.